# Тихонов, Виктор Павлович
Виктор Павлович Тихонов (1923—1943) — лётчик-ас, участник Великой Отечественной войны, заместитель командира эскадрильи 236-го истребительного авиационного полка (201-я истребительная авиационная дивизия, 2-й смешанный авиационный корпус, 4-я воздушная армия, Северо-Кавказский фронт), младший лейтенант. Герой Советского Союза.

## Биография
Родился 10 января 1923 года в деревне Смирновка в семье крестьянина. Русский.
Затем вместе с родителями переехал в Саратов, где окончил 9 классов Школы № 2 (ул. Мичурина 16) и аэроклуб.
В Красную Армию был призван в 1941 году Саратовским ГВК. В 1942 года окончил Черниговскую военную школу пилотов. В действующей армии — с июня 1942. Член ВКП(б) с 1942 года.
Сражался на Воронежском, Сталинградском, Южном и Северо-Кавказском фронтах. Принимал участие в обороне Воронежа, Сталинградской и Курской битвах, воздушном сражении на Кубани и освобождении Украины. Заместитель командира эскадрильи 236-го истребительного авиационного полка младший лейтенант Виктор Тихонов к июню 1943 совершил 140 боевых вылетов, в 48 воздушных боях сбил 11 и в группе 4 самолёта противника.
Погиб 15 августа 1943 года. Похоронен в селе Ульяновка Богодуховского района Харьковской области. К моменту гибели на его боевом счету было 11 сбитых лично и 6 в группе вражеских самолётов.

## Награды
- Звание Героя Советского Союза присвоено 24 августа 1943 года.
- Награждён орденами Ленина, Отечественной войны 2 степени, Красной Звезды и медалями.

## Память
- В селе Ульяново именем Героя названа улица;
- В Саратове — Школа № 2 имени Тихонова В.П., на стене установлены мемориальные плиты Героев Советского Союза, учившихся в этой школе[5].
- Навечно зачислен в списки воинской части.

- Школа 2 ул Мичурина 16 Саратов
- Здание аэроклуба Герои Советского союза